# Zam
Zam es una comuna ubicada en el distrito de Hunedoara, Rumania.

## Superficie
Cuenta con una superficie de 161,9 kilómetros cuadrados.

## Demografía
Hasta 2021 la población era de 1585 habitantes, con una densidad de población de 9,791 habitantes por kilómetro cuadrado.